# Meteor Jaworzno

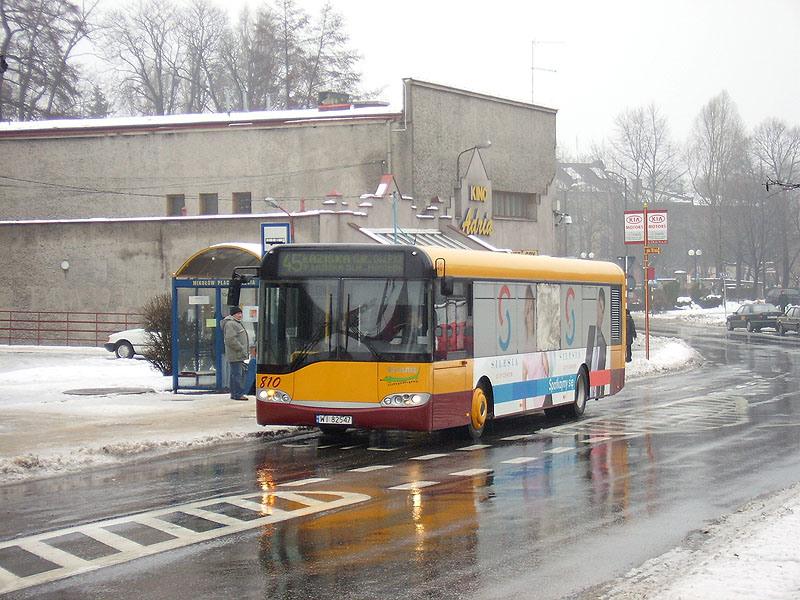
Solaris Urbino 12 firmy Meteor

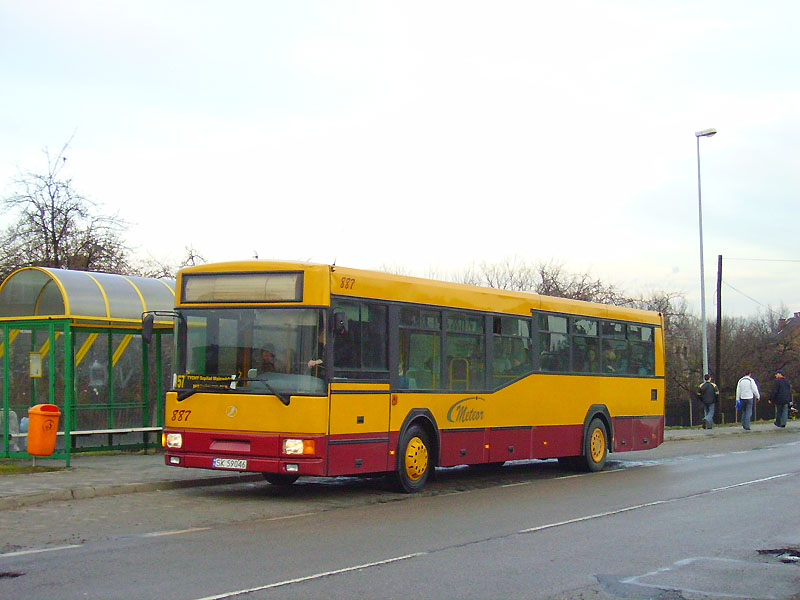
Jelcz M121 firmy Meteor

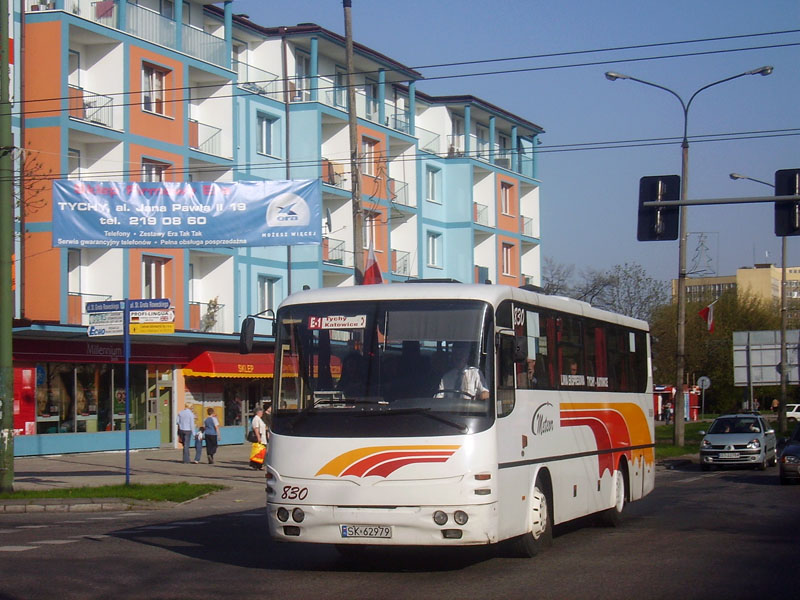
Autosan A1010T firmy Meteor

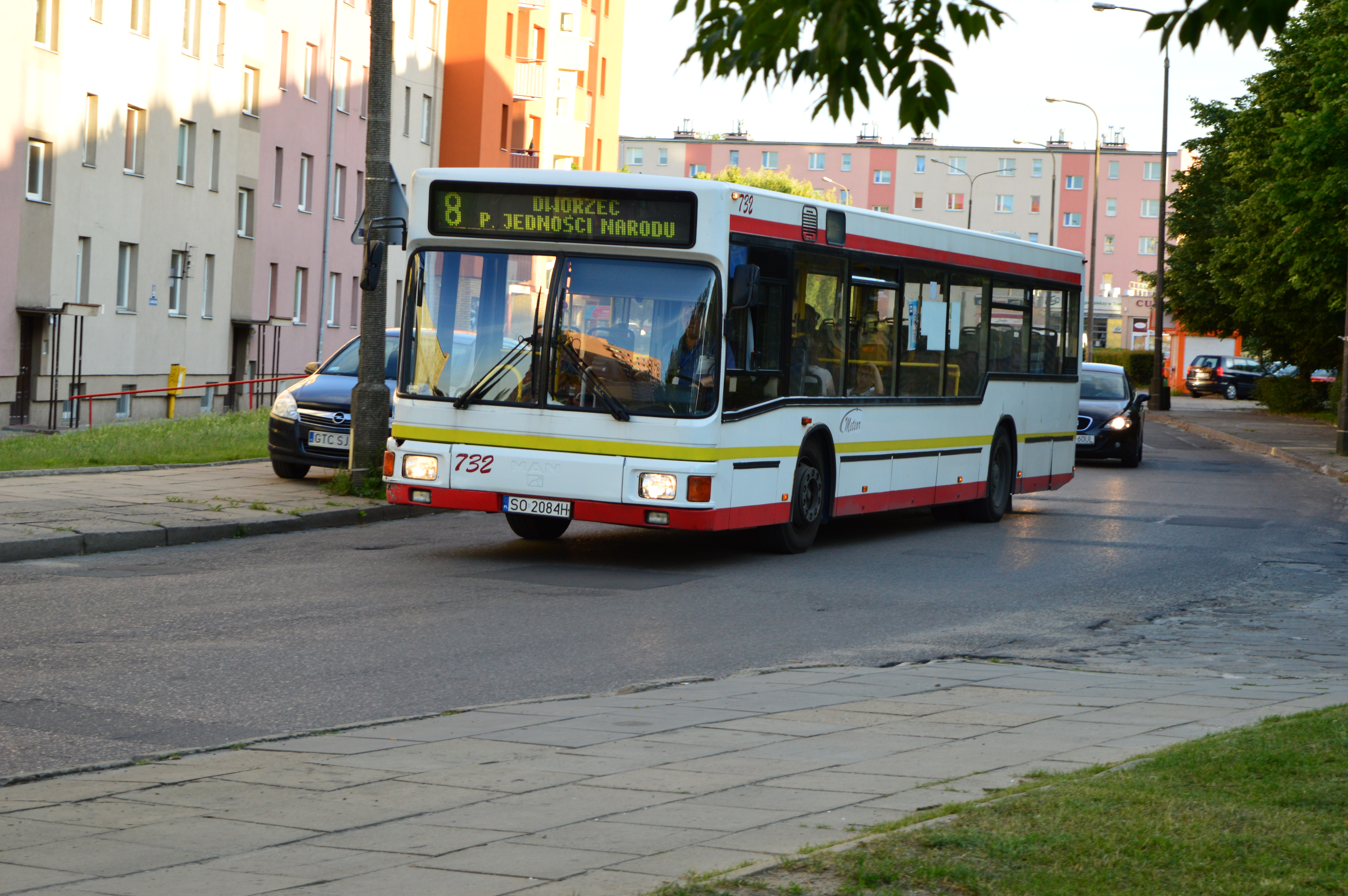
Tczewski MAN NL-202 firmy Meteor

Meteor (dawniej Meteor Jaworzno) – sp. z o.o., przedsiębiorstwo ze Świętochłowic (dawniej z Jaworzna), które wykonuje usługi komunikacji miejskiej w ZTM, ZKKM Chrzanów oraz dla takich miast jak Lublin, Olsztyn. W 2015 roku Meteor w Bydgoszczy przejął od dotychczasowego właściciela Dariusza Gackowskiego firmę KDD Trans. Właścicielem firmy jest Ireneusz Kozieł. Wygrał przetarg na obsługę trzech linii (51, 58 i 76) na lata 2016–2022. Zajezdnia oraz biuro mieszczą się przy ulicy Sądowej w Świętochłowicach.

## Obsługiwane linie

### ZTM
W sieci ZTM funkcjonują następujące linie obsługiwane przez firmę Meteor:
- 22 Chorzów Batory Pętla – Siemianowice Śląskie Rurownia (razem z Irex Sosnowiec i Transgór Mysłowice)
- 23 Katowice Plac Wolności – Zabrze Goethego (razem z Kłosok Żory i Transport Pawelec)
- 25 Wojkowice Żychcice Cmentarz – Będzin Sienkiewicza (razem z Irex Sosnowiec)
- 73 Piekary Śląskie Osiedle Wieczorka Dworzec – Bytom Stroszek Poczta (razem z Irex Sosnowiec)
- 78 Tarnowskie Góry Dworzec – Miedary Posesja 17
- 118 Bytom Dworzec PKP – Ruda Śląska Chebzie Dworzec PKP (jako lider konsorcjum z Irex Sosnowiec i Transport Pawelec)
- 146 Bytom Dworzec PKP – Ruda Śląska Halemba Pętla – Bytom Dworzec (razem z Irex Sosnowiec i Transgór Mysłowice)
- 169 Bytom Dworzec PKP – Górniki Pętla (razem z Irex Sosnowiec)
- 155 Ruda Śląska Halemba Pętla (okrężna) (razem z Irex Sosnowiec i Transgór Mysłowice)
- 176 Bytom Dworzec PKP – Górniki Pętla (razem z Irex Sosnowiec)
- 223 Katowice Giszowiec Kolista Pętla – Mysłowice Krasowy Przedszkole (jako członek konsorcjum z Transgór Mysłowice)
- 255 Ruda Śląska Halemba Pętla (okrężna) (razem z Irex Sosnowiec i Transgór Mysłowice)
- 663 Chorzów Batory Pętla – Siemianowice Śląskie Pszczelnik Park (razem z Irex Sosnowiec i Transgór Mysłowice)
- 880 Katowice Andrzeja Dworzec – Bykowina Grzegorzka (razem z Irex Sosnowiec)
- 180 Tarnowskie Góry Dworzec – Tworóg Świniowice Skrzyżowanie/Zamek/Kościół
- M4 Katowice Piotra Skargi – Zagórze Zajezdnia (razem z Irex Sosnowiec)

### ZKM Tczew
Od 01.01.2012 do 30.06.2019 przewoźnik przejął obsługę miejskich linii w Tczewie. Linie obejmujące pakiet:
- 1 Dworzec PKP – Sobieskiego – Bałdowska – Czyżykowo
- 2 Dworzec PKP – Głowackiego -Dworzec PKP [Linia jednokierunkowa]
- 3 Dworzec PKP – Armii Krajowej – Jagiellońska – Czyżykowo
- 4 Dworzec PKP – (Czatkowska) – (Malinowska) – Armii Krajowej – Żwirki – Czyżykowo
- 6 Dworzec PKP – Czatkowska – (Urząd celny)
- 7 Dworzec PKP – Stare Miasto – Bałdowska – Kociewska – Cmentarz – Armii Krajowej – Dworzec PKP [Linia jednokierunkowa]
- 8 Dworzec PKP – Jedności Narodu – Czyżykowo
- 9 Dworzec PKP – Stare Miasto – Bałdowska – Wojska Polskiego – Cmentarz- Armii Krajowej – Dworzec PKP [Linia jednokierunkowa] (nieistniejąca)
- 12 Dworzec PKP – Norwida – Dworzec PKP [Linia jednokierunkowa]
- 14 Dworzec PKP – Sobieskiego – Głowackiego – Czyżykowo
- 17 Dworzec PKP – Stare Miasto – Bałdowska – Kociewska – Cmentarz – Armii Krajowej – Dworzec PKP [Linia jednokierunkowa]
- 19 Dworzec PKP – Stare Miasto- Bałdowska – Wojska Polskiego – Cmentarz- Armii Krajowej – Dworzec PKP [Linia jednokierunkowa] (nieistniejąca)
- N Dworzec PKP – Armii Krajowej – Jagiellońska – Czyżykowo (nieistniejąca)

Od lipca Meteora w Tczewie zastąpił Gryf z Żukowa.

### Bydgoszcz
- 51 Plac Kościeleckich – Czyżkówko
- 53 Dworzec Błonie – Łukasiewicza
- 55 Skorupki – Morska
- 56 Belma – Glinki BFM – Park Przemysłowy / Biurowiec
- 58 Smukała – Plac Kościeleckich
- 62 Garbary – Lisia
- 67 Rycerska – Łęczycka
- 69 Tatrzańskie – Błonie
- 73 Eskulapa – Łęgnowo – Kapusciska
- 76 Rondo Toruńskie – Smoleńska / Pińczowska – Łęgnowo

### ZKM Gdynia
W sieci ZKM Gdynia przewoźnik zadebiutował 01.01.2017. Obsługuje 3 linie autobusowe:
- S – Gdynia Pustki Cisowskie – Sopot Reja
- Z – Gdynia Dworzec Główny PKP – Żukowo Urząd Gminy
- 86 – Rumia Dworzec PKP – Dębogórze Wybudowanie

## Tabor
| Typ autobusu                                         | Eksploatacja od                                      | przewóz osób na wózkach                              | Liczba egzemplarzy |
| ---------------------------------------------------- | ---------------------------------------------------- | ---------------------------------------------------- | ------------------ |
| Autosan A1010T                                       | 2001                                                 |                                                      | 2                  |
| Autosan H6-10                                        | 2004                                                 |                                                      | 1                  |
| Jelcz 120M                                           | 1998                                                 |                                                      | 2                  |
| Jelcz 120M/3                                         | 2000                                                 |                                                      | 3                  |
| Jelcz 120MM                                          | 2001                                                 |                                                      | 1                  |
| Jelcz M081MB                                         | 2000                                                 | przewóz osób na wózkach                              | 1                  |
| Jelcz M121                                           | 2001                                                 | przewóz osób na wózkach                              | 3                  |
| Jelcz M121M                                          | 2001                                                 | przewóz osób na wózkach                              | 4                  |
| Jelcz M125M                                          | 2000                                                 | przewóz osób na wózkach                              | 2                  |
| Scania CN113CLL                                      | 2007                                                 | przewóz osób na wózkach                              | 8                  |
| Solaris Urbino 12                                    | 2002                                                 | przewóz osób na wózkach                              | 5                  |
| Solaris Urbino 15                                    | 2002                                                 | przewóz osób na wózkach                              | 3                  |
| Wszystkie pojazdy                                    | Wszystkie pojazdy                                    | Wszystkie pojazdy                                    | 36                 |
| Udział autobusów niskopodłogowych i niskowejściowych | Udział autobusów niskopodłogowych i niskowejściowych | Udział autobusów niskopodłogowych i niskowejściowych | 80%                |

Były również eksploatowane przez tę firmę autobusy typu: Autosan H10-10, Autosan H9-21, Jelcz M081MB (pierwszy prototypowy egzemplarz, obecnie eksploatowany przez DLA Wrocław), Jelcz T120, Solaris Urbino 9 (zamieniony za Solarisa Urbino 12 z ZKM Augustów).
Zajezdnie firmy Meteor znajdują się w Mikołowie przy ul. Rybnickiej do czerwca 2012, a od lipca na terenie byłych zakładów CWA Jamna przy ul. Kościuszki w Mikołowie, w Olkuszu przy al. Tysiąclecia, w Trzebini koło Chrzanowa.